# ثلاثة غينيا
ثلاثة غينيا؛ كتاب يعدّ جزءًا من سلسلة مقالات، فيرجينيا وولف، نُشر في شهر يونيو سنة 1938.

## نظرة عامة
على الرغم من أن كتاب ثلاثة غينيا هو عمل غير خيالي، تم تصوره في البداية على أنه "رواية - مقالة" من شأنها أن تربط الأحداث المتبقية في عملها السابق، رواية غرفة خاصة بالفرد. كان الكتاب يتناوب بين الفصول السرديّة الخياليّة وفصول المقالات الواقعيّة، مما يوضّح آراء وولف حول الحرب والنساء في كلا النوعين من الكتابة في وقت واحد. تم نشر هذه الجزئية غير المكتملة عام 1977 باسم بارجيترز The Pargiters .
عندما أدركت الكاتبة وولف أنّ فكرة "الرّواية والمقالة" لم تكن ناجحة، قامت بفصل الجزأين. أصبح الجزء غير الخيالي ثلاثة غينيا. أصبح الجزء الخيالي من رواية وولف الأكثر شعبية خلال حياتها، والّتي ترسم التّغيير الاجتماعي من عام 1880 وحتى وقت النّشر من خلال حياة عائلة بارجيتر. لقد حظيت بشعبيّة كبيرة، في الواقع، لدرجة أنّه تم نشر طبعات بحجم الجيب من الرواية للجنود كقراءة ترفيهية خلال الحرب العالمية الثانية.

## تركيب الكتاب
تم تنظيم المقال بأكمله كرد على رجل مثقّف كتب رسالة يطلب فيها من وولف الانضمام إلى جهوده للمساعدة في منع الحرب. كانت الحرب تلوح في الأفق في 1936-1937، وكان السؤال ملحًا خصوصًا بالنسبة إلى وولف، داعية السّلام الملتزم. في رسالة الرّجل (لم يذكر اسمه مطلقًا)، يسأل وولف عن رأيها حول أفضل السّبل لمنع الحرب ويقدم بعض الخطوات العمليّة. تبدأ وولف ردها بالقول أولاً، مع بعض المبالغة الطّفيفة، إنّ هذه "رسالة رائعة - ربما تكون فريدة من نوعها في تاريخ المراسلات البشريّة، لأنّه متى سأل رجل متعلم امرأة من قبل كيف يمكن للحرب في رأيها أن تكون كذلك؟"  على الرغم من الطّبيعة الرائعة للرّسالة، إلا أنّ وولف تركتها دون إجابة لأنّها باعتبارها ابنة رجل متعلم، لا يمكن الوصول إليها أو مكانها في عالم المهن والجامعات والمجتمعات والحكومة، فإنّها تخشى أن تكون هناك اختلافات جوهريّة من شأنها أن تجعل "من المستحيل على [الرّجال المتعلمين] أن يفهموها". يؤدّي هذا إلى خلق التّوتر الأساسي في العمل بين الرّغبة في ترك المنزل الخاص الخانق من أجل المساعدة في منع الحرب، وهو الهدف الّذي تشترك فيه وولف بالتّأكيد مع محاورها، ومن ناحية أخرى، عدم الرّغبة في ذلك. للتّحالف ببساطة مع العالم العام للرّجال. "وراءنا يكمن النّظام الأبويّ، البيت الخاص، ببطلانه، وفجوره، ونفاقه، وخنوعه. أمامنا يكمن العالم العام، النّظام المهني، بتملكه، وغيرته، وعدوانه، وجشعه." 
وفي سياق الرّد على أسئلة الرّجل المتعلم واقتراحاته العمليّة، تلجأ وولف إلى رسالتين: طلب تمويل للمساعدة في إعادة بناء كليّة المرأة، وطلب دعم منظمة لمساعدة النّساء على دخول المهن (الحياة المهنيّة). كلاهما يسمح لوولف بالتعبير عن انتقاداتها لبنية التّعليم والمهن، والّتي تتضمّن في الغالب إظهار كيف أنّها تشجّع المواقف الّتي تؤدي إلى الفاشية في الدّاخل والخارج.
لا ترفض وولف قيم التّعليم والخدمة العامّة بشكل مباشر، ولكنها تقترح شروطًا يجب على بنات الرجال المتعلمين مراعاتها إذا أرادوا منع إفساد النظام العام. وهي تتخيل، على سبيل المثال، نوعًا جديدًا من الكليات يتجنب تدريس أدوات الهيمنة والقتال، "كلية تجريبية، كلية مغامرة... يجب أن تعلم... فن فهم حياة الآخرين وعقولهم.... يجب أن يكون المعلمون مأخوذة من الأكباد الطيبة ومن أصحاب الفكر الجيد." 
في آخر القسم، تعود وولف من موضوعات التّعليم والمهن إلى الأسئلة الأكبر المتعلقة بمنع الحرب والإجراء العمليّ المقترح للقيام بذلك. وتجادل فيه بأنّه على الرّغم من اتفاقها مع محاورها على أن الحرب شرّ، إلا أنّه يجب عليهما محاولة القضاء عليها بطرق مختلفة. وتختتم وولف قائلة: "وبما أنّنا مختلفون، فإنّ مساعدتنا تكون مختلفة". وبالتّالي، فإن قيمة رأي وولف (ومساعدتها) حول كيفيّة منع الحرب تكمن في اختلافها الجذريّ عن طرق البشر. ومن ثمّ فإنّ استحالة فهمه بالكامل هو شرط فائدته.

## المواضيع
كتبت وولف المقال للإجابة على ثلاثة أسئلة، يختلف كلٌّ منها بموضوعه:
- من مجتمع مناهض للحرب: "كيف ينبغي منع الحرب؟"
- من صندوق بناء كليّات البنات: "لماذا لا تدعم الحكومة تعليم المرأة؟" (في الواقع، كان الصّندوق بمثابة استعارة للصّناديق العائلية الخاصة لإرسال "أولاد العائلة" إلى الكلية وليس النساء).
- من مجتمع يشجع تشغيل المرأة المهنيّة: "لماذا لا يسمح للمرأة بمزاولة العمل المهني؟"

يتكوّن الكتاب من ردود وولف على سلسلة من الرّسائل. يخلق شكل الأسئلة والأجوبة إحساسًا بالحوار والنّقاش حول القضايا المشحونة سياسيًّا الّتي يتناولها المقال؛ بدلاً من مجرد تقديم خطاب جدلي حول كل موضوع. مبدأ الحوار هو الّذي ينير الكثير من أعمال وولف، ويظهر أيضًا في رواياتها عندما تعطي صوتًا للطّبقات المختلفة والفئات المهمّشة في المجتمع من خلال مجموعة متنوعة من الأوصاف. على سبيل المثال، يتضمّن مشهد الكتابة في السماء في فيلم السيدة دالواي شخصيات ذات لهجات متنوعة متأثرة بالطبقة. إن "الجنيهات" الموجودة في عنوان الكتاب هي في حد ذاتها علامة على الطبقة الاجتماعية، وهو مبلغ نقدي قدره 21 شلنًا (1.05 جنيه إسترليني) لم تعد توجد له أيّ عملة معدنيّة، ولكنّها ظلّت الفئة المشتركة لمعاملات الطّبقة العليا فقط (على سبيل المثال). شراء الصّور أو خيول السّباق، أتعاب المحامين أو الأطباء المتخصّصين، وما إلى ذلك.). كتبت "من المؤسف جدًا عدم العثور على حياة خادمات، في قاموس السيرة الوطنية" الذي أنشأه والدها. (بمرور الوقت سيتم ضم خادمتها نيلي بوكسال.
يمنح تنسيق الرّسائل أيضًا القارئ إحساسًا بالتّنصت على محادثة خاصّة. نستمع إلى اقتراحات وولف للمحامين حول كيفيّة منع الحرب، وإلى رابطة النّساء حول كيفيّة دعم الإناث في المهن، وإلى كليّة البنات حول كيفيّة تشجيع المنح الدّراسية للنساء. كتبت المصادر الثلاثة إلى وولف تطلب فيها تبرعات مالية. لكن ما تتبرع به هو نصيحتها وفلسفتها.
كانت وولف حريصة على ربط قضايا الحرب والنسوية معًا فيما اعتبرته نقطة حاسمة في التّاريخ. قامت هي وزوجها ليونارد بزيارة كل من ألمانيا النازية وإيطاليا الفاشية في الجزء الأول من العقد. كانت أيديولوجية الفاشية بمثابة إهانة لقناعة وولف بالسّلامية وكذلك بالنّسوية: الفلسفة النّازية، على سبيل المثال، أيدت إبعاد المرأة عن الحياة العامّة.

## استقبال

### ردود معاصرة
كتب كويني دروثي ليفيس Q. D. Leavis (الناقد الأدبي) نقدًا لاذعًا لرواية ثلاثة غينيا بعد وقت قصير من نشرها في عام 1938. لقد استنكرت المقال لأنه يهتم فقط بـ "بنات الرّجال المتعلمين"، واعتبرت انتقادات وولف غير ذات صلة بمعظم النّساء لأنّ ثروتها وأصلها الأرستقراطي يعني أنّها "معزولة بالطّبقة". في مكان آخر تمّ استقبال كتاب ثلاثة غينيا بشكل أفضل. ذكرت وولف ردًا إيجابيًّا في مذكّراتها بتاريخ 7 مايو 1938. "أنا سعيد هذا الصباح لأن السيدة روندا كتبت أنها متحمسة للغاية ومتأثرة بـ Three Guineas . قرأ ثيو بوسانكيه، الذي لديه نسخة مراجعة، مقتطفات منها. وتعتقد أنّه قد يكون له تأثير كبير، وتوقع بنفسها امتناني الخارجي. ".

### الردود الأخيرة
تمّ وصف الآراء المعبّر عنها في كتاب ثلاثة غينيا بأنّها نسوية، مسالمة، مناهضة للفاشية، ومعادية للإمبرياليّة . أشادت المؤرخة النّسوية جيل ليدنجتون بثلاث جينيز باعتبارها "هجومًا بليغًا وشريرًا على الهياكل الأبوية"، ولاحظت كيف يطرح الكتاب الحجة القائلة بأنّ "سلطة الرّجال في ظل النّظام الأبوي تتوافق مع النزعة العسكرية"، وتدّعي أنّ " ثلاث غينيا تقدّم جسرًا مهمًّا بين الازدهار النسوي السابق وموجة حركة السلام النسائية في أواخر الثمانينيات.
في عام 2002، نشرت مجلة سيتي جورنال نقدًا لكتاب "ثلاث غينيا" للكاتب المحافظ ثيودور دالريمبل، بعنوان "غضب فيرجينيا وولف" (أعيد طبعه لاحقًا في مختارات داليمبل، ثقافتنا، ما بقي منها)، أكّد دالريمبل أنّ الكتاب "موضع كلاسيكي للشّفقة على الذّات والضّحية كنوع أدبي في حدّ ذاته "وأنّ" الكتاب قد يكون عنوانه أفضل: كيف تتمتع بالامتياز ومع ذلك تشعر بالظّلم الشّديد". ردًّا على ذلك، دافعت الباحثة في وولف إليزابيث شيه عن ثلاث جينيز وادّعى أنّ مقال داليمبل كان مليئًا بـ "لحظات شخصيّة". قال شيه إنّ داليمبل "يخطئ في قراءة مبالغة وولف بشكل غامض ومستمر"، ويفسّر حرفيًّا تعليقات وولف حول حرق الكليات التي يهيمن عليها الذكور، وتشبيه وولف النساء باستخدام حياتهن الجنسية للسيطرة على الرجال بالدعارة.
كما انتقدت شيه هجمات داليمبل على معاداة وولف للنزعة العسكرية ودعواتها لتعليم الطبقة العاملة. اقترح شيه أن اعتراض داليمبل على ثري جينيز كان بسبب معارضته "لتسييس وولف للحياة الخاصة للنساء".

## روابط خارجية
- النص الإلكتروني لثلاثة غينيز من مشروع جوتنبرج أستراليا